# Торченьйо
Торченьо (італ. Torcegno, вен. Torcegno) — муніципалітет в Італії, у регіоні Трентіно-Альто-Адідже,  провінція Тренто.
Торченьо розташоване на відстані близько 480 км на північ від Рима, 26 км на схід від Тренто.
Населення — 698 осіб (2014).
Щорічний фестиваль відбувається 24 серпня. Покровитель — святий Варфоломій e San Andrea.

## Демографія
Населення за роками:

Станом на 1 січня 2023 року в муніципалітеті офіційно проживало 11 іноземців з 6 країн, серед них 1 громадянин країн Євросоюзу.

## Сусідні муніципалітети
- Борго-Вальсугана
- Фієроццо
- Палу-дель-Ферсіна
- Ронченьйо
- Ронкі-Вальсугана
- Тельве-ді-Сопра